# 野幌森林公園自然ふれあい交流館
野幌森林公園自然ふれあい交流館（のっぽろしんりんこうえんしぜんふれあいこうりゅうかん、英語名：Nopporo Forest Park Visitor's Center）は、北海道にある道立野幌森林公園のビジターセンターである。
野幌森林公園内の自然のつながりをパネル展示で紹介しているほか、自然情報などを常に発信している。また、自然観察会、散策ガイド、クラフトづくりなど、年間通して様々なイベントも開催している。

## 施設概要
- 野幌森林公園MAP - 園内の散策路を案内しているほか、花や虫などの旬な情報を紹介している。また、公園内の4つの環境（森林･林床･水辺･草地）における、植物（樹木・草本）と生息している生き物（昆虫や動物）との結び付き「生態系」について、ジオラマやイラスト・写真などで紹介しており、自然豊かな野幌森林公園の自然を知ることができる。[1]
- 野幌森林公園利用ガイド - 野幌森林公園の概要や、公園を利用するためのマナーを掲示しているほか、公園内の樹木の見分け方や四季折々観察できる花や昆虫、鳥などを「花歴」や「鳥歴」で紹介している。[1]
- 図書コーナー - 各種図鑑、森林や動植物などの自然に関する書籍、児童用の読み物など約2,500冊の書籍がある。公園散策時に出会った動植物などを自由に調べることができる。なお、貸し出しは行っていないが、自由に読むことはできる。[1]
- お絵かきコーナー・ミニゲームコーナー - 身近な動植物をテーマにしたコーナーであり、こどもから大人の方まで気軽に、楽しく体験できるブースである。[1]

## 開館情報等

### 開館時間
- 5月～9月：午前9時～午後5時[1]

- 10月～4月：午前9時30分～午後4時30分[1]

### 休館日
- 毎週月曜日（祝日、振替休日の場合は開館）[1]
- 年末年始（12月29日～1月3日）[1]

### 入館料
- 無料[1]

### 管理者
- 施設設置者：北海道（北海道博物館）[1]
- 指定管理者：一般財団法人北海道歴史文化財団[1]

## アクセス

### 所在地
- 所在地：北海道江別市西野幌685番1[1]
- 郵便番号：069-0832[1]

### アクセス
- 新札幌駅よりバス利用で約20分 - JRバス（文京台循環線）を乗車15分「文京台南町」より徒歩10分、夕鉄バス（文教通西行）乗車15分「大沢公園入口」より徒歩7分。[1]
- 大麻駅より徒歩約30分 - 北海道開拓の村・北海道博物館・公園案内所より遊歩道を利用して来館することも可能。[1]